# Zygottus oregonus
Zygottus oregonus là một loài nhện trong họ Linyphiidae.
Loài này thuộc chi Zygottus. Zygottus oregonus được Ralph Vary Chamberlin miêu tả năm 1949.